# Parafia Narodzenia Najświętszej Maryi Panny w Małuszowie
Parafia Narodzenia Najświętszej Maryi Panny w Małuszowie – parafia rzymskokatolicka w dekanacie Legnica Zachód w diecezji legnickiej.  Erygowana w 1301.
Do parafii należą wierni wyznania rzymskokatolickiego będący mieszkańcami następujących miejscowości: Małuszów, Przybyłowice, Mąkolice, Czarnków, Koiszków, Kościelec-Babin,  Prostynia, Złotniki, Kozice, Tyńczyk Legnicki, Warmątowice Sienkiewiczowskie i Janowice Duże

## Kościoły filialne

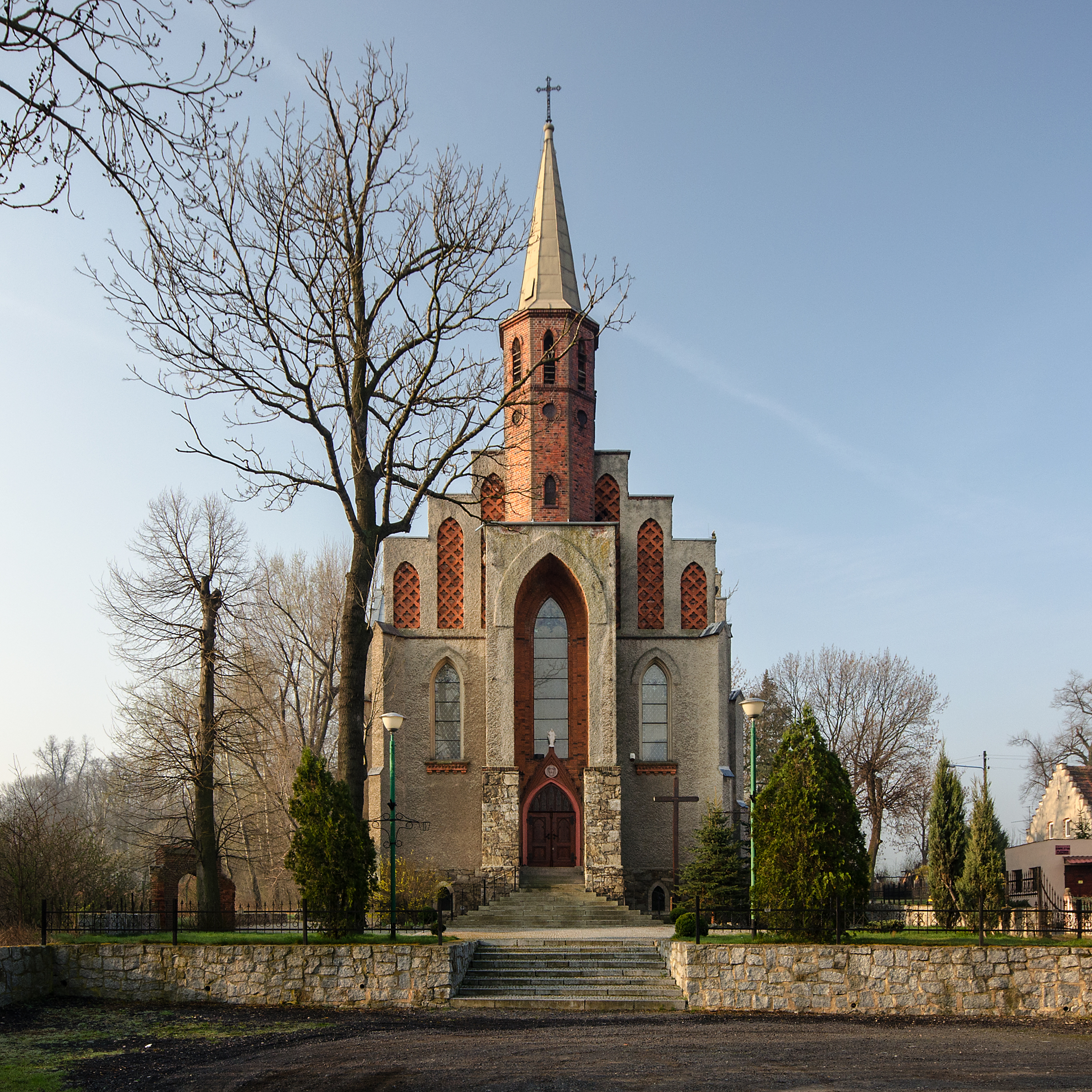
Kościół św. Józefa Oblubieńca w Małuszowie
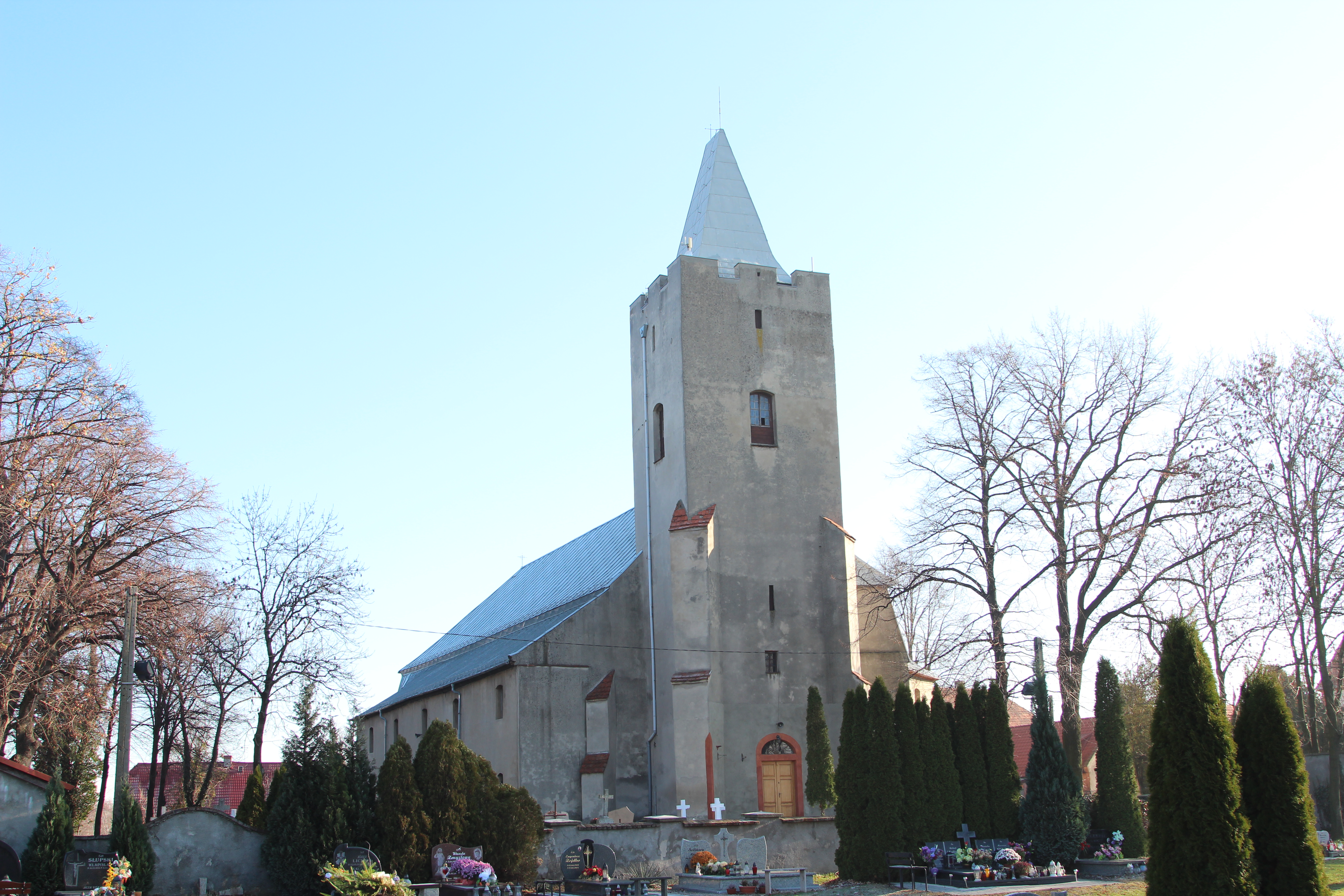
Kościół Najświętszego Serca Pana Jezusa w Kościelcu